# Luisa Mangold
Luisa Mangold (3 aprile 2000) è un'ex sciatrice alpina tedesca.

## Biografia
Slalomista pura attiva dal novembre del 2016, Luisa Mangold ha esordito in Coppa Europa il 9 febbraio 2017 a Bad Wiessee e in Coppa del Mondo il 21 novembre 2020 a Levi, in entrambi i casi senza completare la gara; ha conquistato i migliori risultati in Coppa Europa il 27 gennaio 2023 a Vaujany e il 7 marzo dello stesso anno a Suomu (20ª), ha preso per l'ultima volta il via in Coppa del Mondo il 29 dicembre 2023 a Lienz, senza completare la prova (non ha portato a termine nessuna delle tre gare del massimo circuito nelle quali ha preso il via), e in Coppa Europa il 16 marzo 2024 a Hafjell (39ª), ultima gara della sua carriera. Non ha preso parte a rassegne olimpiche o iridate.

## Palmarès

### Coppa Europa
- Miglior piazzamento in classifica generale: 125ª nel 2023

### Campionati tedeschi
- 1 medaglia:
  - 1 bronzo (slalom speciale nel 2019)